# إفرني
إفرني (بالتيفيناغ ⵉⴼⴰⵏⵉ) جماعة قروية تابعة لقبيلة آيت توزين الريفية الأمازيغية بإقليم الدريوش وتتموقع في غرب هذا الإقليم. تحد شمالا بجماعة تمسمان التابعة لقبيلة تمسمان وشرقا بجماعتي تفرسيت وميضار وغربا بجماعة إجرماواس، أما جنوبا فتحد بجماعتي أزلاف وتسافت. مركز جماعة إفرني يتواجد بدوار إفارني. ويبلغ عدد سكان الجماعة حوالي 7527 نسمة حسب إحصاء سنة 2004.

## التقسيم الإداري
من بين القرى والدواوير المكونة لجماعة إفرني نجد:
1. اوعمان،
2. اصديقن،
3. عين قصبة،
4. أصبضون،
5. آيث بوييري الجبل،
6. ايت مقرين
7. بوغازي،
8. بومدور،
9. شملالا،
10. إمكناسن،
11. إمرشوحن،
12. إمديون
13. الجبل،
14. إزروالن،
15. إزناين،
16. صوف،
17. ترمسكين،
18. زاوية سيدي يحيى